# Samburu (folk)
Samburu är en nilotisk etnisk grupp om cirka 150 000 människor, huvudsakligen i distrikten Samburu och Marsabit i Kenya. De flesta etniska samburu talar språket samburu, som är nära besläktat med massajernas maa, och ibland betraktas som en dialekt av detta.
På samburu kallar sig folkgruppen själva för lokop eller loikop. En äldre kolonial benämning är burkineji. Samburu har historiskt levt nära bland annat massaj-, turkana- och borana-folken, och den distinkta etniska identiteten har sannolikt uppstått först under kolonialtiden, då samburufolkets område blev ett isolerat reservat i dåvarande provinsen Northern Frontier District i Brittiska Östafrika.
Samburusamhällets ekonomi bygger till stor del på boskapsskötsel, samt på turistindustrin. Antalet samburutalande människor ökar, enligt uppskattningar.